# Brigitte Dmoch-Schweren

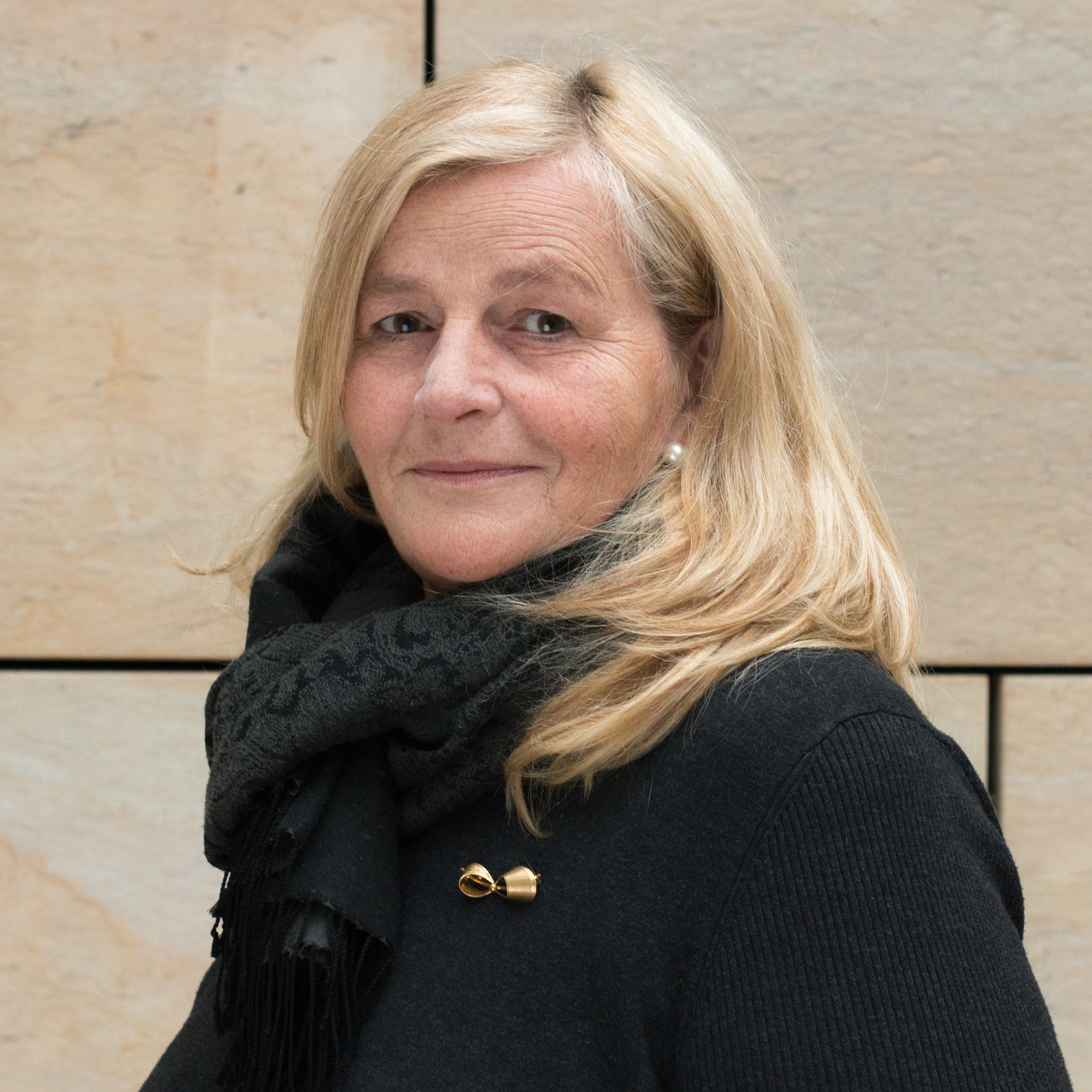
Brigitte Dmoch-Schweren 2013

Brigitte Dmoch-Schweren (* 30. Mai 1956 in Frechen) ist eine deutsche Politikerin (SPD).
Dmoch-Schweren ist Geschäftsführerin beim Paritätischen Wohlfahrtsverband Rhein-Erft und Mitglied der Industriegewerkschaft Bergbau, Chemie, Energie. Sie gehört dem Frechener Stadtrat und dem Kreistag des Rhein-Erft-Kreises an. Im Stadtrat war sie bis 2012 Vorsitzende des Ausschusses für Schul- und Jugendhilfe, im Kreistag leitete sie den Sozialausschuss.
Bei der Landtagswahl 2010 trat Dmoch-Schweren für das Direktmandat im Wahlkreis Rhein-Erft-Kreis II an, unterlag jedoch knapp der Kandidatin der CDU, Rita Klöpper. 2012 trat sie erneut gegen Klöpper an und gewann diesmal das Direktmandat im Landtag. Sie war Mitglied des Rechtsausschusses, des Schulausschusses und des Kulturausschusses. Dem 2017 gewählten Landtag gehört sie nicht mehr an.
Dmoch-Schweren ist verheiratet und hat eine Tochter.